# Zgrada Dalmacijavina u splitskoj Gradskoj luci
Zgrada Dalmacijavina je zgrada u Splitu. Nalazi se na adresi Obala kneza Domagoja 15, Split, u splitskoj Gradskoj luci.
Djelo je industrijske arhitekture u Splitu. Gradnja je dovršena 1959. godine. Sagrađena je prema projektu Stanka Fabrisa. U njoj su bili pogoni tvrtke Dalmacijavina. akon gašenja tvrtke, zgrada je zbog položaja na pomorskom dobru postala vlasništvom države. Od višegodišnje nebrige bila je prepuštena propadanju i bilo je i konkretnih prijedloga da ju se sruši. Zgrada je ipak zaštićena kao kulturno dobro RH te joj status zaštićenog spomenika kulture s pravom nalaže da se ona sačuva kao dio kulturne baštine. Pod oznakom Z-4947 zavedena je kao nepokretno kulturno dobro - pojedinačno, pravna statusa preventivno zaštićena kulturnog dobra, klasificirano kao "profana graditeljska baština".
Na krovnoj teraci zgrade napravljene su fotografije 2002. godine za potrebe postavljanja predstave u sklopu Splitskog ljeta. Hrvatska vizualna umjetnica Duška Boban predložila ju je kao lokaciju za Muzej mora. Drži ju idealnom za prenamjenu u Muzej mora. Zamisao je predložila Gradu Splitu.